# Tendūkheda
Tendūkheda är en ort i Indien.   Den ligger i distriktet Damoh och delstaten Madhya Pradesh, i den centrala delen av landet, 600 km söder om huvudstaden New Delhi. Tendūkheda ligger 398 meter över havet och antalet invånare är 12 698.
Terrängen runt Tendūkheda är huvudsakligen platt, men österut är den kuperad. Runt Tendūkheda är det ganska tätbefolkat, med 96 invånare per kvadratkilometer. Närmaste större samhälle är Pātan, 19,6 km sydost om Tendūkheda. Trakten runt Tendūkheda består till största delen av jordbruksmark.